# Indonesia ai Giochi della XXVI Olimpiade
L'Indonesia partecipò ai Giochi della XXVI Olimpiade, svoltisi ad Atlanta, Stati Uniti, dal 19 luglio al 4 agosto 1996, con una delegazione di 40 atleti impegnati in undici discipline.

## Medaglie

### Medagliere
| Sport     | Oro | Argento | Bronzo | Totale |
| --------- | --- | ------- | ------ | ------ |
| Badminton | 1   | 1       | 2      | 4      |
| Totale    | 1   | 1       | 2      | 4      |

### Medaglie
| Medaglia | Nome                            | Sport     | Evento            |
| -------- | ------------------------------- | --------- | ----------------- |
| Oro      | Rexy Mainaky Ricky Subagja      | Badminton | doppio maschile   |
| Argento  | Mia Audina                      | Badminton | singolo femminile |
| Bronzo   | Susi Susanti                    | Badminton | singolo femminile |
| Bronzo   | Antonius Ariantho Denny Kantono | Badminton | doppio maschile   |

## Risultati

### Pugilato
| Atleta               | Evento                      | Sedicesimi                  | Ottavi di finale           | Quarti di finale         | Semifinali           | Finale               | Pos.            |
| Atleta               | Evento                      | Avversario Risultato        | Avversario Risultato       | Avversario Risultato     | Avversario Risultato | Avversario Risultato | Pos.            |
| -------------------- | --------------------------- | --------------------------- | -------------------------- | ------------------------ | -------------------- | -------------------- | --------------- |
| La Paene Masara      | Pesi mosca leggeri (-48 kg) | P. Baláž (SVK) V (13-3)     | J. Martínez (MEX) V (13-3) | R. Lozano (ESP) P (9-10) | non qualificato      | non qualificato      | non qualificato |
| Hermensen Ballo      | Pesi mosca (-51 kg)         | G.-E. Boulingui (GAB) V 6-2 | Z. Lunka (GER) P 12-18     | non qualificato          | non qualificato      | non qualificato      | non qualificato |
| Nemo Bahari          | Pesi piuma (-57 kg)         | R. de Brito (BRA) P (3-12)  | non qualificato            | non qualificato          | non qualificato      | non qualificato      | non qualificato |
| Hendrik Simangunsong | Pesi medio-leggeri (-71 kg) | A. Kwangwari (ZIM) V 12-1   | Y. Ibraimov (KAZ) P RSC    | non qualificato          | non qualificato      | non qualificato      | non qualificato |